# Dimorphanthera thibaudifolia
Dimorphanthera thibaudifolia är en ljungväxtart som beskrevs av Herman Otto Sleumer. Dimorphanthera thibaudifolia ingår i släktet Dimorphanthera och familjen ljungväxter. Inga underarter finns listade i Catalogue of Life.